# Zbožice
Zbožice (německy Sboschitz) je malá vesnice, část okresního města Havlíčkův Brod. Nachází se asi 6 km na sever od Havlíčkova Brodu. V roce 2009 zde bylo evidováno 29 adres. V roce 2001 zde žilo 59 obyvatel.
Zbožice je také název katastrálního území o rozloze 2,55 km².
Vesnicí prochází modrá turistická značka. U silnice směr Rozňák je kříž chráněný jako kulturní památka České republiky.

## Galerie

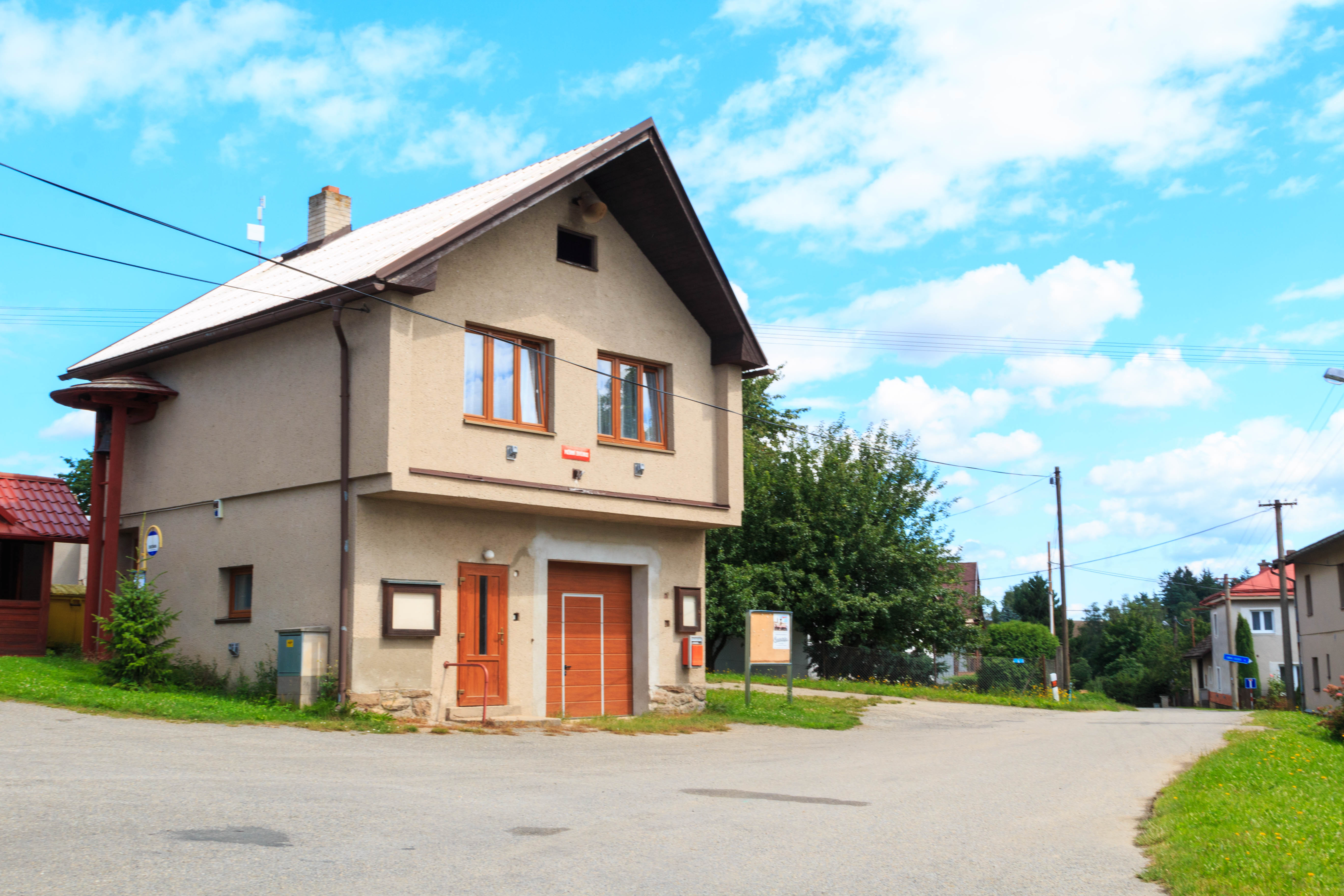
Hasičská zbrojnice
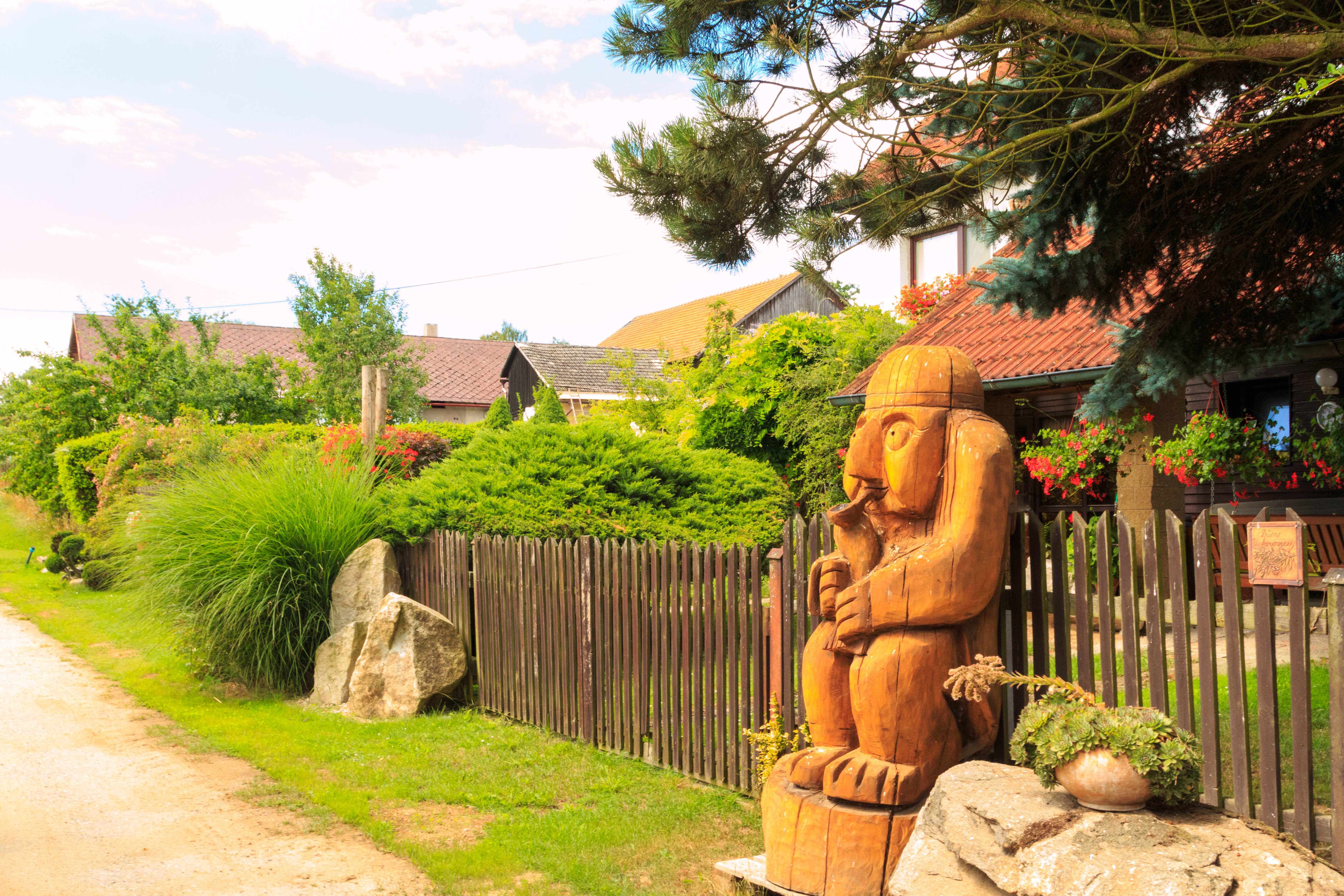
Socha
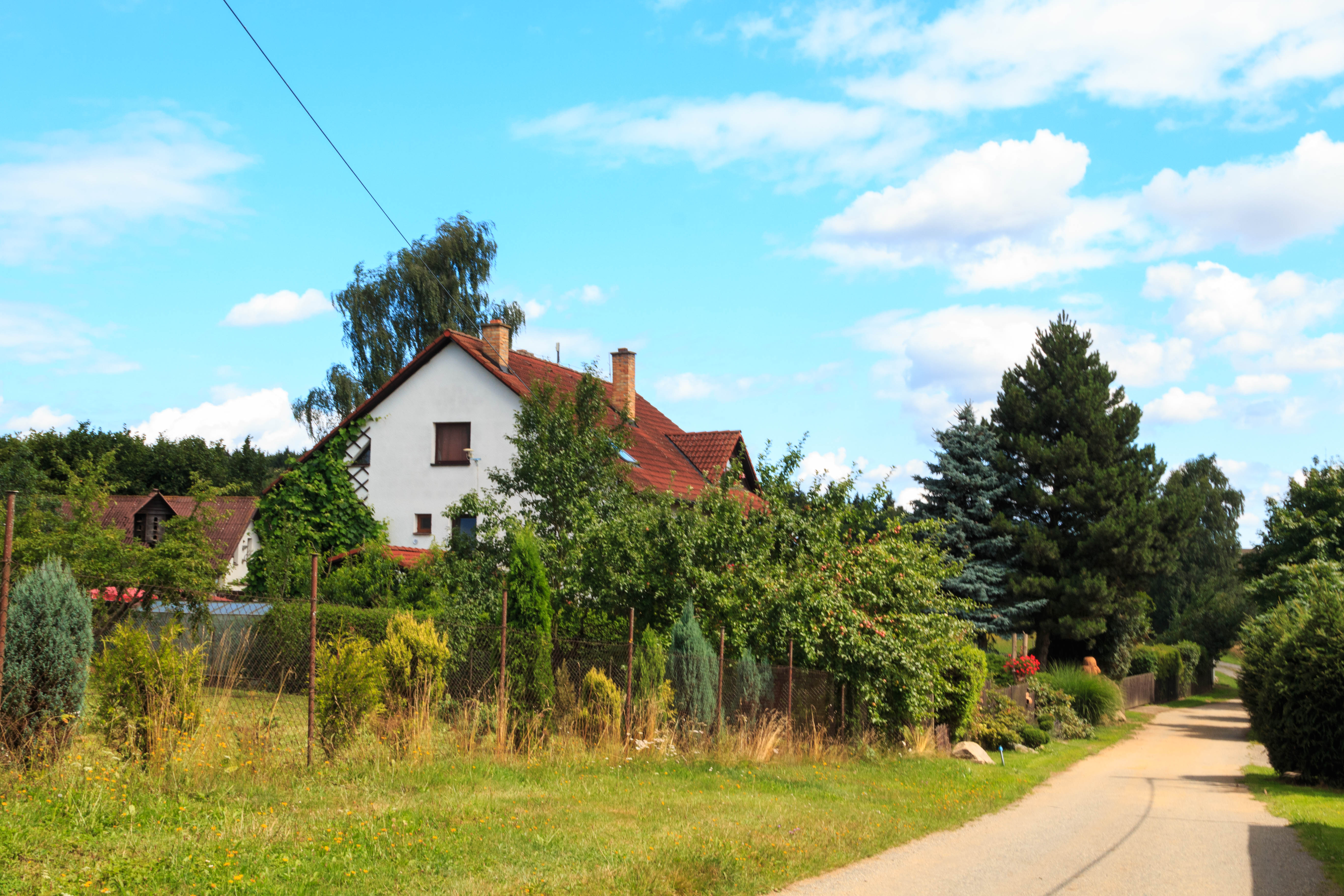
Zbožice čp. 12
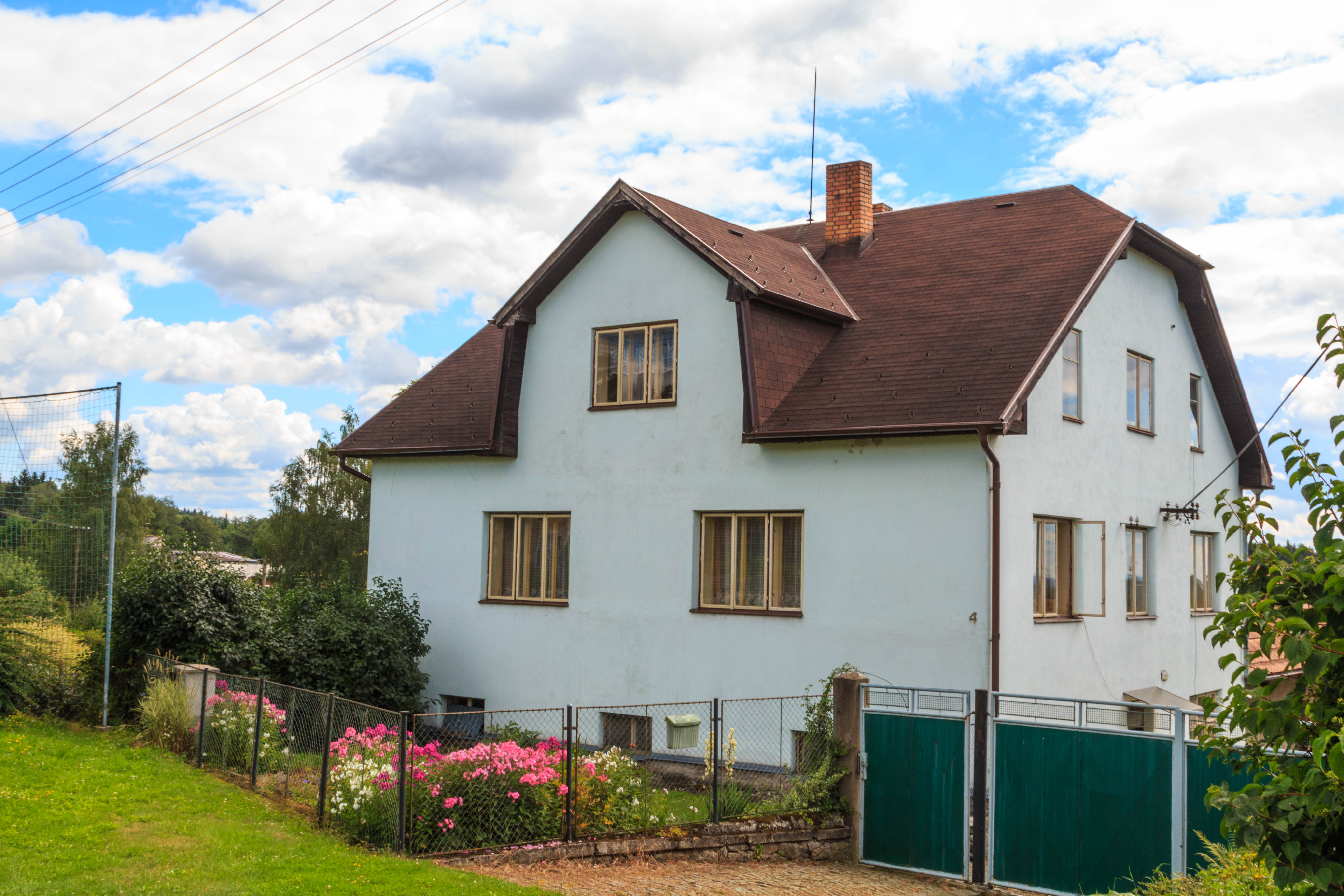
Zbožice čp. 4